# 동림당쟁
동림당쟁(東林黨爭)은 명(明) 말기 동림당(東林黨)과 비동림당 사이의 투쟁을 가리킨다. 동림당은 명말 강남(江南) 사대부들이 주가 된 정치 집단이었다. 동림당 외에도 절당(浙黨, 절강성 출신), 제당(齊黨, 산동성 출신), 초당(楚黨, 호광성 출신), 곤당(崑黨, 강소 곤산崑山 출신), 선당(宣黨, 휘주 선성宣城 출신) 등이 있는데 총칭하여 '비동림당'이라고 한다. 동림당쟁은 동림당과 이외의 전국의 비동림당 간의 정쟁이라 할 수 있다.

## 개요
만력(萬曆) 연간 국본지쟁, 요서안, 명말삼안, 경찰(京察) 분쟁 등의 정쟁에서 이미 동림당쟁의 그림자가 드리워져 있었다. 만력 32년(1604년), 이부낭중(吏部郎中)으로 무석(無錫) 출신 고헌성(顧憲成)이 죄를 지어 파직되면서, 고반룡(高攀龍), 전일본(錢一本) 등과 함께 송(宋) 양중립(楊中立)이 가르쳤던 무석 동림서원(東林書院) 에서 강의를 시작하였다. "아는 것은 보요, 행하는 것이 주이다(知輔行主)", "진실을 공경하고 거짓을 배격하라(崇實黜虛)", "지식은 공허한 말을 귀히 여기지 않고실천을 귀히 여긴다(學問不貴空談，而貴實行)", "학문은 몸소 실천해야 이롭다(學問必須躬行實踐方有益)" 등을 제창하였고, "강의 외에도 종종 조정의 정치를 풍자하고 인물을 판단(講習之餘, 往往諷議朝政, 裁量人物)"하였으며, 종종 서원 사람들과 조정 정사를 논하면서 환관들을 공격하였다. 그들은 점차 "동림당"으로 알려진 재야 집단을 형성했다. 『명사(明史)』 「손비양열전(孫丕揚列傳)」에 의하면, "남북의 언관(言官)들이 [[이삼재]](李三才)와 왕원한(王元翰)을 집단으로 공격했으며, 마을에 사는 고헌성에까지 이어졌는 바, 이를 이르러 '동림당'이라 한다(南北言官群擊李三才·王元翰, 連及里居顧憲成, 謂之東林黨)"고 하였다. 그들은 언로(言路) 개방과 정치 개혁 실천 등의 의견을 주장하여 폭넓은 지지를 받았지만 신하와 환관들의 강한 반대를 받았다. 같은 시기 절강성(浙江省) 영파(寧波) 출신 심일관(沈一貫)이 북경(北京)에서 절강 출신 관료들을 규합하고 동림당의 반대파인 "절당(浙黨)"을 결성했다. 호북성(湖北省) 출신 관응진(官應震)과 오량사(吳亮嗣)가 주가 된 "초당(楚黨)"과 산동성(山東省) 출신 기시교(亓詩敎)의 "제당(齊黨)" 모두 절당으로 귀의했다. 이외에도 지연으로 결성된 당파로 '선당(宣黨)'과 '곤당(崑黨)이 있었다. 이러한 모든 당을 총칭하여 "제초절당(齊楚浙黨)"이라 하였다. 제초절당과 동림당은 서로 경격하였으며, 심지어 화가 변강의 군사 업무에까지 이르렀다.
당쟁은 수십년 지속되면서 하루라도 편안할 날이 없었다. 『왕학질의(王學質疑)』의 제요(提要)에는 "명(明)의 멸망은 문호(門戶)로 망했다. 문호는 붕당(朋黨)에서 시작되었다. 붕당은 강학(講學)에서 시작되었다(夫明之亡, 亡於門戶, 門戶始於朋黨, 朋黨始於講學)"고 하였다. 하윤이(夏允彜)는 『행존록(幸存錄)』 '문호대략(門戶大略)'에서 말했다. "만력 이전에는 당명이 없었으나, 사명(四明, 심일관)이 재상(수보대학사)가 되면서 자기의 재주를 높이 사고 타인에게 굽히려 하지 않았으나, 당시 고헌성(顧憲成)·손비양(孫丕揚)·추원표(鄒元標)·조남성(趙南星) 등과 같은 현자들은 올곧고 자부심이 높았다. 매번 서로 대립하였다. 사명에게 붙은 이들 가운데 언관들도 있었다. 고헌성이 동림에서 강학할 때에는 명류들이 모두 기꺼이 그를 따랐으니, 이것이 동림과 절당의 기원인 것이다(自萬曆以前, 未有黨名, 及四明爲相, 以才自許, 不爲人下, 而一時賢者如顧憲成·孫丕揚·鄒元標·趙南星之流, 蹇諤自負, 每相持. 附四明者, 言路亦有人. 而憲成講學于東林, 名流咸樂于趣之, 此東林·浙黨所自始也.)." 『홍광조위동궁위후급당화기략(弘光朝僞東宮僞后及黨禍紀略)』에도 다음과 같이 기재되어 있다. "당화는 만력 연간에 시작되었다. 절강 출신 심일관이 재상(대학사)가 되어 권력을 휘두르면서 자신과 친한 이들을 요직에 두었다. 그러나 당시 현자 고헌성, 고반룡, 손비양, 추원표, 조남성 등은 기개가 높아서 정부와 항상 대치하였다. 그러나 고반룡과 고헌성은 동림에서 강학하였고 명류들이 모두 기꺼이 이들을 따랐으니, 이것이 동림당화의 시작인 것이다(黨禍始於萬曆間, 浙人沈一貫爲相, 擅權自恣, 多置私人於要路. 而一時賢者如顧憲成·高攀龍·孫丕揚·鄒元標·趙南星之屬, 氣節自許, 每與政府相持. 而高·顧講學於東林, 名流咸樂附之, 此東林黨禍所自始也)."

## 기원: 경찰지쟁
만력 21년(1593) 음3월, 이부상서(吏部尙書) 손롱(孫鑨)과 좌도어사(左都御史) 이세달(李世達), 고공사낭중(考功司郎中) 조남성(趙南星)이 계사경찰(癸巳京察, 계사년에 실시한 북경 중앙 관료들을 대상으로 하는 인사 고과)을 주도하자, 신료들은 사심에 근거하여 서로 비방하였고 붕당을 결성하였으며, 이로 인해 여러 관료들이 파면되었다. 이부문선랑(吏部文選郞) 여윤창(呂胤昌), 급사중(給事中) 왕삼여(王三余) 모두 파직되었으며, 이로 인해 큰 파장이 일었다. 이후 언관들이 이부계훈사원외랑(吏部稽勳司員外郞) 우순희(虞淳熙), 병부직방낭중(兵部職方郞中) 양우정(楊于庭), 주사(主事) 원황(袁黃, 즉 원료범袁了凡)을 탄핵했다.
만력 33년(1605), 동림당인 양시교(楊時喬)와 좌도어사(左都御史) 온순(溫純)이 을사경찰(乙巳京察)을 주도하였다. 만력 21년에 해당하는 계사년으로부터 12년년 뒤였지만, 그 사이에 "초태자안(楚太子案)"이 폭발하면서, 심일관(沈一貫)과 심리(沈鲤) 두 집단의 투쟁이 되었다. 심리는 이를 통해 절당인 급사중 전몽고(錢夢皐)와 종조두(鍾兆斗) 및 어사(御史) 장사거(張似渠), 우영청(于永淸)을 폄적시켰다. 심일관은 칭병하여 문을 닫고 집에 머물렀다. 이로 인해 마지막에 내각(內閣)에는 주갱(朱賡) 한 사람만 남았다. 섭향고(葉向高)는 "조정이 비는 것이 하나요, 상하가 어긋나는 것이 둘이요, 사대부가 다툼을 좋아하는 것이 셋이요, 재산 축적을 많이 하여 암수를 써서 타인을 해하려는 폐단이 발생할 것이 넷이요, 고아한 시문을 짓고 나날이 오르락 내리락 하면서 만회할 수 없는 것이 다섯이다(廊廟空虛, 一也. 上下否隔, 二也. 士大夫好勝喜爭, 三也. 多藏厚積必有悖出之釁, 四也. 鳳聲氣習日趣日下莫可挽回, 五也.)"라고 하였다.
만력 39년(1611), 신해경찰(辛亥京察)에서 80세의 이부상서 손비양이 주도하였다. 서소길(徐紹吉), 주영춘(周永春) 등이 동림당을 전복시킬 계획을 꾸몄으나 이부우시랑(吏部右侍郎) 왕도(王圖)가 제지하였다. 이때 조정 당쟁은 남당(南黨)과 북당(北黨)의 대립 형국이었다. 경기도어사(京畿道御史) 서조괴(徐兆魁)는 "동림이 가는 곳은 한때를 혼란케 하는 소요가 일어나, 남북이 서로 공격하여 승리를 쟁취하고 붕당을 짓게 할 수 있다(東林所至, 傾動一時, 能使南北交攻, 角勝黨附)"고 하였다. 이후 내각과 육부의 대신들은 오래동안 결원이 발생하여 만력제(萬曆帝)도 더는 다루지 않았다. 『자치통감삼편발명(자치통감三編發明)』에도 "초종사(楚宗事, 초종안)가 수십 년이 되었으나, 정신들은 오히려 대대로 경을 세습하여 황제를 보필한다는 고사로 서로 논핵하며 빌미를 삼아 공격하고는 서로 보복을 벼르고 있으니 조정의 일은 더 이상 물을 수 없을 정도가 되었다(楚宗事至是幾十年矣, 而廷臣猶以世卿右王之故, 相繼論劾, 借端攻擊, 報復相尋, 朝已不可問)고 했다. 섭향고는 전후로 100여 차례의 상주를 올려 "이제 각신에서 구경 및 대성에 이르기까지 여러 부서들이 모두 비었으며, 남경의 구경은 2명만 있으니(今自閣臣至九卿臺省, 曹署皆空, 南都九卿亦只存其二)", "폐하께서는 만사를 다루시지 않아 천하가 이렇게 장구하다고만 여기시니, 신은 화의 단초가 한번 생기면 수습할 수 없을까 우려됩니다(陛下萬事不理, 以爲天下長如此, 臣恐禍端一發不可收也)"고 하였다. 이부상서 손비양은 심리, 곽정역(郭正域), 고헌성, 좜성, 고반룡 등을 추천하였으나, 만력제는 모두 처리하지 않았다.
만력 45년(1617), 절당 이부상서 정계지(鄭繼之)가 정사경찰(丁巳京察)을 주도하였다. 만력제 최후의 경찰이다. 산동 제당의 기시교(亓詩敎)와 주영춘(周永春), 호광 초당 관응진(官應震)과 오량사(吳亮嗣), 절강 절당의 요윤문(姚允文)과 유정원(劉廷元) 세 당이 동림당원을 크게 배척했다. 이에 붕당 정쟁이 더욱 격렬해졌다.
태창(泰昌) 원년(1620), 이궁안(移宮案) 중에 양련(楊漣)과 좌광두(左光斗) 등 동림당인이 태자 주유교(朱由校)의 즉위에 공이 있어, 조남성(趙南星), 고반룡(高攀龍), 고대장(顧大章), 하가우(夏嘉遇), 주종건(周宗建) 등도 재차 기용되었다. 천계 3년(1623), 동림당원이 경찰을 주도했고, 다시 제초절당을 내쫓았으니, 명말 경관(京官)의 고핵은 당쟁 도구로 전락했던 것이다. 명말 국자감좨주(國子監祭酒) 예원로(倪元璐)는 말했다. "당초 천자의 섭정 당시에 신료들이 스스로 싸우며 하지 않는 이치를 들었으니, 소위 쥐들이 쥐구멍에서 서로 싸운다는 것이 된 바, 용자가 이기는 것이다고 했다. 고로 그때 서로 피칠을 하면서 다투니 승패를 반복했다(其始天子靜攝, 聽臣工群類之自戰而不爲之理, 所謂鼠鬪穴中, 將勇者勝耳. 故其時其血玄黃, 時勝時敗.)"
천계 3년(1623) 경찰에서 조남성이 이부를 장악하였고, 제초절당의 기시교, 조흥방(趙興邦), 관응진, 오량사 등 '선대에 붕당을 짓고 정치를 어지럽힌(先朝結黨亂政)' 자들을 내쫓았다.

## 같이 보기
- 동림당
- 동림당점장록
- 위충현
- 제초절당